# Jamahiriya News Agency
Die Jamahiriya News Agency (JANA) war die staatliche libysche Nachrichtenagentur unter dem Regime Gaddafis. Sie wurde 1964 als Libyan News Agency auf königliche Weisung gegründet und bekam 1970, nach der Machtergreifung Muammar al-Gaddafis, den Namen Jamahiriya und eine neue vorgeschriebene Richtung. Sie war als einzige Agentur autorisiert, internationale Begebenheiten in Libyen zu melden.
Die Agentur hatte 300 Mitarbeiter und Büros in London, Rom, Paris, Valletta, Tunis, Kairo, Rabat und Damaskus.
Die Nachrichtenagentur stellte im August 2011 den Betrieb ein, als der Hauptsitz Tripoli während des Bürgerkriegs von den Rebellen eingenommen wurde.